# Holiday in Spain
"Holiday in Spain" é uma canção escrita por Adam Duritz, gravada pela banda Counting Crows e mais tarde lançada num dueto com BLØF.
É o quinto single do quarto álbum de estúdio lançado em 2002, Hard Candy.